# 伊賀まこ

伊賀 まこ（いが まこ、1997年11月11日 - ）は、日本の元AV女優・アダルトモデル。プライムエージェンシー所属。

## 経歴
AV女優という職業にあこがれ2019年3月にデビュー。憧れたきっかけは中学生の時、父親のパソコン履歴からAVを知ったこと。芸名は忍者漫画『バジリスク 〜甲賀忍法帖〜』が好きだったことから伊賀忍者からとられ、まこは同じく好きな映画である『パシフィック・リム』の登場人物からの引用。
デビュー以前には小学館「週刊ポスト」2019年1月11日号の「シリーズ初脱ぎ」企画におけるヌードモデルとして掲載された。
痩身体形でデビュー作撮影前は40kgの体重だったが、胸骨が浮きかわいそうに見えるということで、1日5食で42キロに増量して撮影に臨んでいる。最終目標は45キロで、増量したため胸の谷間ができたという。
デビュー時は透明感や天真爛漫さを前面に出していたが、2021年発売『AV女優‘伊賀まこ’を丸裸にするデビュー2周年ドキュメント!』では髪を伸ばしたこともあり、妖艶女優として売り出しが行われた。
デビュー以来エスワン専属であったが、2021年11月よりアタッカーズ専属へ移籍。
2022年3月1日、自身の作品を以って引退。

## 人物
憧れの人物はドラマ『その愛、お金で買いました』で知った園田みおん。またはジャンヌ・ダルク。
プライベートはノーマル。根はオタクだが学生時代はギャルであった。
FANZAニュースでは「頭じゃ分かっていてもできないのがエロ」、「エロは理屈じゃない」などの言葉を名言と評された。
初体験は19歳で殺人現場のように流血した。もともと下腹部は剛毛であったが、婦人科に行ったことをきっかけに剃毛。以後レーザー脱毛しており生えていなかった。出来立てのハムのような色で、状況によって濡れが変わる気まぐれなモリマンとしている。エスワン時代は一貫してパイパンであったが、アタッカーズ移籍以降は少量ながら蓄えている。
AVマニアの目線からデビュー作では男優に吉村卓を指名した。

## 作品

### アダルトDVD
| 発売日   | タイトル | 規格   | 品番      | メーカー      | 備考   |
| 2019年   | 2019年 | 2019年 | 2019年    | 2019年        | 2019年 |
| -------- | --- | ------ | --------- | ------------- | ------ |
| 3月19日  | 新人NO.1STYLE 伊賀まこAVデビュー | DVD    | SSNI-419  | S1 NO.1 STYLE |        |
| 4月13日  | 超敏感スレンダーボディ伊賀まこ めちゃイキ! 初体験3本番スペシャル | DVD    | SSNI-461  | S1 NO.1 STYLE |        |
| 5月19日  | 交わる体液､濃密セックス 完全ノーカットスペシャル | DVD    | SSNI-480  | S1 NO.1 STYLE |        |
| 6月19日  | 激イキ174回! 痙攣3850回! 鬼突き25000ピストン! 超敏感スレンダーBODY エロス覚醒 はじめての大・痙・攣スペシャル                                                                                                 | DVD    | SSNI-501  | S1 NO.1 STYLE |        |
| 7月19日  | 女子生徒淫湿調教レ●プ制服マニアの中年男たちにひたすら犯され続けて… | DVD    | SSNI-524  | S1 NO.1 STYLE |        |
| 8月19日  | ツンデレ妹が無防備に毎日パンチラ誘惑してくる | DVD    | SSNI-550  | S1 NO.1 STYLE |        |
| 9月19日  | 標的は制服少女まこ恥辱の集団痴漢スペシャル 中年教師の歪んだ愛に汚されて… | DVD    | SSNI-573  | S1 NO.1 STYLE |        |
| 10月19日 | 絶頂ポルチオ開発 巨漢×膣奥圧迫イキオーガズム | DVD    | SSNI-597  | S1 NO.1 STYLE |        |
| 12月19日 | 彼女が家族旅行で不在の3日間、幼馴染と朝から晩までひたすらハメまくったひと夏の記録 | DVD    | SSNI-651  | S1 NO.1 STYLE |        |
| 12月19日 | S1豪華絢爛ドリーム大共演2019 ファン感謝祭! 大大大乱交! 夢のハーレムソープ! 超豪華3本立て伝説の270分 | DVD    | SSNI-658  | S1 NO.1 STYLE |        |
| 12月19日 | S1豪華絢爛ドリーム大共演2019 ファン感謝祭! 大大大乱交! 夢のハーレムソープ! 超豪華3本立て伝説の270分 | BD     | 9SSNI-658 | S1 NO.1 STYLE |        |
| 2020年   | |        |           |               |        |
| 1月7日   | 美少女4人を僕ひとりで独占! 超ハーレム5Pスペシャル | DVD    | SSNI-673  | S1 NO.1 STYLE |        |
| 1月7日   | 美少女4人を僕ひとりで独占! 超ハーレム5Pスペシャル | BD     | 9SSNI-673 | S1 NO.1 STYLE |        |
| 1月19日  | 【※異常なる大絶頂】 エロス最大覚醒! 性欲が尽き果てるまで怒涛のノンストップ本気性交 | DVD    | SSNI-681  | S1 NO.1 STYLE |        |
| 2月19日  | 娘よりも若い美少女と涎を垂れ流し何度も夢中で舌を絡めた愛妻に内緒の1泊2日ベロチュウ温泉旅行 | DVD    | SSNI-709  | S1 NO.1 STYLE |        |
| 3月19日  | 色白華奢で真面目な彼女が巨漢先輩の馬乗りプレスで寝取られ僕の前では見せた事のないアヘ顔全開で快楽堕ち | DVD    | SSNI-736  | S1 NO.1 STYLE |        |
| 4月19日  | 新入女子社員と絶倫上司が出張先の相部屋ホテルで…朝から晩までひたすら不倫セックスに明け暮れた一夜 | DVD    | SSNI-761  | S1 NO.1 STYLE |        |
| 5月7日   | 伊賀まこ初ベスト S1デビュー1周年記念最新10タイトル8時間スペシャル | DVD    | OFJE-244  | S1 NO.1 STYLE |        |
| 5月7日   | 伊賀まこ初ベスト S1デビュー1周年記念最新10タイトル8時間スペシャル | BD     | 9OFJE-244 | S1 NO.1 STYLE |        |
| 5月19日  | 軽蔑している教授の下品で汚らわしい淫湿レ×プ | DVD    | SSNI-785  | S1 NO.1 STYLE |        |
| 6月19日  | 無理やり犯されヒクつくマ●コに さらに突き挿し乱暴ピストン! 追撃レ●プ | DVD    | SSNI-807  | S1 NO.1 STYLE |        |
| 7月19日  | 汗汁だくだく唾液涎ダラダラひたすら全身舐めしゃぶって本気汁全漏らし性交 | DVD    | SSNI-831  | S1 NO.1 STYLE |        |
| 8月19日  | 僕にしか聞こえないヒソヒソ声で超密着ささやき誘惑してくる小悪魔美少女 | DVD    | SSNI-851  | S1 NO.1 STYLE |        |
| 9月19日  | 思春期を迎えた姪っ子はバレちゃダメな状況下で目が合う度にニヤ顔でツンデレにチ○ポを痴女ってくる | DVD    | SSNI-870  | S1 NO.1 STYLE |        |
| 10月19日 | 願望成就!? デリヘル呼んだら取引先の受付嬢だった。ずっとヤリたかった女を目の前に僕の理性は… | DVD    | SSNI-893  | S1 NO.1 STYLE |        |
| 11月19日 | 何日も疼く性器に触れず…誰一人と交わることもなく… 溜まりに溜まった性欲が大暴走… 禁欲後の… はしたない性交 | DVD    | SSNI-920  | S1 NO.1 STYLE |        |
| 12月19日 | 白濁媚薬ローション大量ぶっかけムラムラ爆発ぬるぬるオーガズム | DVD    | SSNI-944  | S1 NO.1 STYLE |        |
| 2021年   | |        |           |               |        |
| 1月19日  | 大嫌い同士だったいつもタメ口で生意気な彼女の妹と吐き気がするほど求めあった相部屋温泉旅行 | DVD    | SSNI-968  | S1 NO.1 STYLE |        |
| 2月19日  | AV女優‘伊賀まこ’を丸裸にするデビュー2周年ドキュメント! 台本・演出・ファンタジー一切なし! 超クンニおねだり! 超快感サイレント絶頂! ベロちゅうハメ撮り! 最高に抜けるエロくてエモい生々しいプライベートSEX大公開 | DVD    | SSNI-993  | S1 NO.1 STYLE |        |
| 4月19日  | 美人上司と童貞部下が出張先の相部屋ホテルで… いたずら誘惑を真に受け襲ってきた部下と朝が来るまでひたすら絶倫セックス                                                                                           | DVD    | SSIS-042  | S1 NO.1 STYLE |        |
| 5月19日  | 「この娘、セレブ妻気取ってウザいんだよね。溜まった精子、全部出してイイよ。」 親友に裏切られてクソ底辺な男達に犯●れ続ける輪●アクメ動画                                                                        | DVD    | SISS-067  | S1 NO.1 STYLE |        |
| 6月19日  | ど田舎の夏はヤルことがなくて隣の激スリム娘の無防備誘惑に乗っかり毎日じっとり汗だく交尾 | DVD    | SSIS-093  | S1 NO.1 STYLE |        |
| 7月19日  | 彼女が旅行で不在の間、色気ムンムンな彼女の姉と朝から晩までひたすらハメまくった48時間の記録 | DVD    | SSIS-121  | S1 NO.1 STYLE |        |
| 8月20日  | お前が大好きな義父(ワシ)とのベロキスはどうだ? 震えるだろぅ? | DVD    | SSIS-149  | S1 NO.1 STYLE |        |
| 9月28日  | ※見た目は清楚、中身はド痴女 オナニーができなくなるまで精巣空っぽにしてくれるドスケベ淫語メンズエステ | DVD    | SSIS-186  | S1 NO.1 STYLE |        |
| 11月2日  | ※女教師玩具化計画 | DVD    | ADN-354   | アタッカーズ  |        |
| 12月7日  | 母親の再婚相手のオジサンに毎日レ●プされています。 | DVD    | RBK-030   | アタッカーズ  |        |
| 2022年   | |        |           |               |        |
| 1月4日   | 見ず知らずの金持ちゲス親父と政略結婚させられました。 | DVD    | RBK-032   | アタッカーズ  |        |
| 2月1日   | 妻が不在の間、僕は妻の妹に告白されてハメまくってしまった | DVD    | ADN-374   | アタッカーズ  |        |
| 3月1日   | 引退 地味な医学部の女子大生と四畳半の狭い部屋でヤリまくった。 | DVD    | ADN-380   | アタッカーズ  |        |

### アダルトVR
| 発売日  | タイトル                                                                                                  | 品番       | メーカー      | 備考   |
| 2019年  | 2019年 | 2019年     | 2019年        | 2019年 |
| ------- | --- | ---------- | ------------- | ------ |
| 7月26日 | 生意気な教え子と校内で一晩中ツンデレ密着SEX                                                               | SIVR-00047 | S1 NO.1 STYLE |        |
| 10月4日 | 彼女がいるスグそばで幼馴染のまこが嫉妬心まる出しで密着誘惑                                                | SIVR-00052 | S1 NO.1 STYLE |        |
| 2020年  | |            |               |        |
| 1月31日 | 常にパンチラ&ガン見×両耳ささやきポジションで痴女られる制服美少女トライアングルフォーメーションVR          | SIVR-00066 | S1 NO.1 STYLE |        |
| 2021年  | |            |               |        |
| 7月15日 | 伊賀まこを完全独占! 人気AV女優が僕だけに見せる素顔&キス顔 最高の密着距離でひたすらSEXに没頭する究極同棲VR | SIVR-00138 | S1 NO.1 STYLE |        |

### イメージDVD
| 発売日  | タイトル                                                            | 規格   | 品番      | メーカー             | 備考   |
| 2019年  | 2019年                                                              | 2019年 | 2019年    | 2019年               | 2019年 |
| ------- | ------------------------------------------------------------------- | ------ | --------- | -------------------- | ------ |
| 4月4日  | Mako Going my way!!                                                 | DVD    | REBD-377  | REbecca              |        |
| 4月4日  | Mako Going my way!!                                                 | BD     | REBDB-363 | REbecca              |        |
| 8月26日 | 裸神 伊賀まこ                                                       | DVD    | OAE-189   | Aircontrol           |        |
| 9月1日  | やりすぎっ 伊賀まこ 敏感スレンダーボディ黒髪ショートカットS級美少女 | DVD    | MMND-173  | 未満                 |        |
| 11月1日 | Lover’s Day 伊賀まこ                                                | DVD    | LD-018    | ファインピクチャーズ |        |
| 11月1日 | Lover’s Day 伊賀まこ                                                | BD     | LD-018B   | ファインピクチャーズ |        |
| 2020年  |                                                                     |        |           |                      |        |
| 4月24に | 真っ白恋思い                                                        | DVD    | SPRL-027  | Superlative          |        |
| 4月24に | 真っ白恋思い                                                        | BD     | SPRBD-027 | Superlative          |        |

## 出版

### 写真集
- I feel good（2020年4月25日、ジーウォーク、撮影：安田一福）ISBN 978-4867170212…DVD付き写真集